# Ptinus verticalis
Ptinus verticalis är en skalbaggsart som beskrevs av Leconte 1859. Ptinus verticalis ingår i släktet Ptinus och familjen Ptinidae. Inga underarter finns listade i Catalogue of Life.